# Kanonbåden Drogden
Kanonbåden Drogden var et dansk krigsskib, der blev bygget i Frankrig i 1872. Skibet var beregnet til at indgå i forsvaret af København, og havde denne opgave indtil 1903. Kanonbåden var opkaldt efter efter farvandet Drogden.

## Konstruktion
I 1868 havde Royal Navy bygget kanonbåden HMS Staunch, der havde en kraftig 22,9 cm kanon, på trods af, at deplacementet kun var på 180 tons. Staunch og dens søsterskibe vakte stor interesse i såvel maritime som politiske kredse, da mange her så en billig løsning på forsvaret af kyststrækninger. I Frankrig blev der i 1869 fra værftet Claparède & Cie i Saint-Denis søsat to små kanonbåde (Revolver og Matrailleuse), designet af løjtnant Jèrôme-Eugène Farcy, og forsynet med en 24 cm kanon. Marinen bestilte et tilsvarende skib på dette værft, dog udstyret med en 22,9 cm kanon fra Armstrong. Kanonen blev bestilt i 1871 og var af samme type som de to kanoner på panserskibet Lindormen. Kanonen og dens affutage vejede 19 tons og udgjorde dermed omkring 40 procent af skibets vægt, hvilket var en meget høj andel. Kanonen kunne kun indstilles i højden, så når der skulle sigtes i sideretning, måtte hele skibet drejes. Thiede skriver, at man nærmest kan betegne skibet som "en flydende affutage". Drogden udmærkede sig ved at være det første af Marinens skibe, der var bygget af stål.

## Tjeneste
Drogden blev søsat 6. september 1872 og blev slæbt til Danmark af orlogsskonnerten Fylla. Den ankom til København 13. oktober og indgik i Flådens tal 8. november 1872, men navnet Drogden blev først officielt 9. oktober 1873. Med sin karakteristiske skrogform, hvor stævnen rundede op omkring kanonen, fik skibet imidlertid hurtigt kælenavnet "Den franske træsko". Kanonbåden var på Øresund i 1872 og 1873 og udførte prøveskydninger, og her konstaterede man hurtigt, at skibet var for lille til praktisk anvendelse i danske farvande. Mandskabet havde ingen muligheder for at komme i læ og skibet havde kun plads til ganske få forsyninger ombord. Det blev derfor kun til en enkelt deltagelse i eskadreøvelserne i 1876. Resten af tiden var Drogden anbragt i et skur på Arsenaløen, mens dens kanon lejlighedsvist blev brugt til skydeøvelser på Amager. Drogden udgik officielt af Flådens tal i 1903 og blev solgt på auktion 23. april 1904 for 1.600 kroner. Den gamle kanonbåd endte sine dage som depotskib i Nyhavn.